# モラーヌ・ソルニエ H
モラーヌ・ソルニエ H
Morane-Saulnier H
ドイツ、プファルツ社製のE.II
- 用途：スポーツ機
- 製造者：モラーヌ・ソルニエ
- 初飛行：1913年

モラーヌ・ソルニエ H（Morane-Saulnier H）は、第一次世界大戦前の時代にフランスで製造されたスポーツ機。成功したモラーヌ・ソルニエ Gの翼幅をわずかに縮め、単座機としたものである。Gと同じく、当時のスポーツ機として成功した。ドイツでもライセンス生産されており、第一次世界大戦には両側で参加した。

## 概要
1913年6月にヴィーナー・ノイシュタットで開催された第2回国際航空機競技会において、ローラン・ギャロスはモラーヌ・ソルニエ H.で精密着陸賞を獲得した。
フランス陸軍は本機26機を発注した。イギリス陸軍航空隊も本機をイギリスでライセンス生産していたグレアム・ホワイト社から少数を獲得した。フランスの機体は第一次世界大戦のごく初期、パイロットがまだ拳銃と小銃で空中戦を行っている時代にのみ使用された。
またこのタイプはドイツでもプファルツ・フルークツォイクヴェルケでライセンス生産され、エンジンの強化とともにE.I、E.II、E.IV、E.V、E.VIと進化した。それらはプロペラ回転と同調するLMG 08/15機関銃1挺で武装していた。
現在、H型は1機がル・ブールジェの航空宇宙博物館（en:Musée de l'Air et de l'Espace）で保管されている。

## 派生型

### プファルツ社製
- E.I – オーバーウーゼル U.0 ロータリーエンジン装備（60機）[4]
- E.II - オーバーウーゼル U.I ロータリーエンジン装備[4]
- E.IV - オーバーウーゼル U.III ロータリーエンジン装備（約24機）[4]
- E.V - メルツェデス D.I 水冷エンジン装備[4]
- E.VI - オーバーウーゼル U.I エンジン装備。軽量化された胴体と拡大された尾翼、および張線の張り増しが行われた。（20機）[6]

## 運用者
- フランス - フランス軍航空隊
- オーストリア＝ハンガリー帝国 - オーストリア＝ハンガリー海軍（プファルツ社製）
- ドイツ帝国 - ドイツ帝国軍航空隊（プファルツ社製）
- ポルトガル - 1機のみ
- イギリス - イギリス陸軍航空隊

## 性能諸元
諸元
- 乗員: 1
- 全長: 5.84 m
- 全高: 2.26 m
- 翼幅: 9.12 m
- 空虚重量: 188 kg
- 運用時重量: 444 kg
- 動力: ル・ローヌ 9C ロータリーエンジン、60 kW （80 hp）   × 1

性能
- 最大速度: 120 km/h
- 航続距離: 177 km

## 参考資料
- Grosz, P.M. (1996). Pfalz E.I–E.VI. Berkhamsted, Hertfordshire: Albatros Publications
- Hartmann, Gérard (2001年). “L'incroyable Morane-Saulnier hydro”. La Coupe Schneider et hydravions anciens/Dossiers historiques hydravions et moteurs. 2008年11月7日閲覧。
- The Illustrated Encyclopedia of Aircraft. London: Aerospace Publishing
- “Morane-Saulnier Type H”. flugzeuginfo.net. 2008年11月7日閲覧。
- Taylor, Michael J. H. (1989). Jane's Encyclopedia of Aviation. London: Studio Editions